# 1952 en science-fiction
| Années de la science-fiction : 1949 - 1950 - 1951 - 1952 - 1953 - 1954 - 1955    |
| Décennies de la science-fiction : 1920 - 1930 - 1940 - 1950 - 1960 - 1970 - 1980 |

L'année 1952 a été marquée, en matière de science-fiction, par les événements suivants.

## Naissances et décès

### Naissances
- 11 janvier : Diana Gabaldon, écrivain américaine.
- 29 février : Tim Powers, écrivain américain.
- 11 mars : Douglas Adams, écrivain britannique, mort en 2001.
- 5 mars : Margaret Astrid Lindholm Ogden, écrivain américaine sous les pseudonymes Robin Hobb et Megan Lindholm.
- 14 mai : Kathleen Ann Goonan, écrivain américaine, morte en 2021.
- 11 juin : Jean-François Thomas, anthologiste, critique littéraire et nouvelliste suisse.
- 20 juin : Valerio Evangelisti, écrivain italien.
- 21 juin : David J. Skal, écrivain américain, mort en 2024.
- 27 juin : Mary Rosenblum, écrivain américaine, morte en 2018.
- 24 octobre : David Weber, écrivain américain.
- 30 décembre : S. P. Somtow, écrivain thaïlandais.

## Événements
- Création de If, magazine américain lancé en mars 1952, qui fut publié jusqu'en décembre 1974.
- Création de la maison d'édition américaine Ballantine Books, qui deviendra très rapidement un important éditeur et diffuseur de littérature de science-fiction.

## Prix
La plupart des prix littéraires de science-fiction actuellement connus n'existaient alors pas.

## Parutions littéraires

### Romans
- Les Courants de l'espace par Isaac Asimov
- Fondation et Empire par Isaac Asimov
- L'Homme démoli par Alfred Bester

### Recueils de nouvelles et anthologies
- Au-delà du néant par A. E. van Vogt
- Demain les chiens par Clifford D. Simak
- Destination univers par A. E. van Vogt

### Nouvelles
- Amnésie par Peter Phillips.
- L'Année du grand fiasco  par Robert A. Heinlein.
- Courrier interplanétaire par Richard Matheson.
- La Sangsue par Robert Sheckley.
- Survie par John Wyndham.
- Un coup de tonnerre par Ray Bradbury.

## Sorties audiovisuelles

### Films
- Alraune par Arthur Maria Rabenalt.
- Captive Women par Stuart Gilmore.
- Invasion, U.S.A. par Alfred E. Green.
- Red Planet Mars par Harry Horner.